# برنارد باليسي
برنارد باليسي (1510 - 1589) كان خزاف الفرنسي ومهندس هيدروليكي وحرفي، واشتهر بكفاحه لمدة ستة عشر عاماً بعمله على تقليد الخزف الصيني. كما اشتهر بما يُعرف بـ «الأواني الريفية»، وهي أطباق بيضاوية كبيرة مزينة بشكل كبير تظهر فيها حيوانات صغيرة منتفخة بين النباتات، ويبدو أن الحيوانات غالبًا ما يتم تشكيلها من قوالب مأخوذة من عينات ميتة. غالبًا ما يكون من الصعب التمييز بين الأمثلة من ورشة باليسي الخاصة وأمثلة عدد من «الأتباع» الذين تبنوا أسلوبه بسرعة. استمرت عمليات التقليد والتعديلات الخاصة بأسلوبه في فرنسا حتى عام 1800 تقريبًا، ثم انتعشت بشكل كبير في القرن التاسع عشر.
1. ↑  Benezit Dictionary of Artists (بالإنجليزية). Oxford University Press. 2006. ISBN:978-0-19-977378-7. OCLC:662407525. OL:33251159M. QID:Q24255573.
2. ↑  Artcyclopedia | Bernard Palissy (بالإنجليزية), QID:Q3177776
3. ↑  مكتبة البرتغال الوطنية | Bernard Palissy، QID:Q245966
4. ↑   http://www.huguenots.fr/2010/09/cinquieme-jubile-seculaire-de-bernard-palissy-1510-2010/. {{استشهاد ويب}}: |url= بحاجة لعنوان (مساعدة) والوسيط |title= غير موجود أو فارغ (من ويكي بيانات) (مساعدة)
5. ↑  Charles Dudley Warner, ed. (1897), Library of the World's Best Literature (بالإنجليزية), QID:Q19098835